# Polyesthétique
 (juin 2024).
La mise en forme du texte ne suit pas les recommandations de Wikipédia : il faut le « wikifier ».
Les points d'amélioration suivants sont les cas les plus fréquents :
- Les titres sont pré-formatés par le logiciel. Ils ne sont ni en capitales, ni en gras.
- Le texte ne doit pas être écrit en capitales (les noms de famille non plus), ni en gras, ni en italique, ni en « petit »…
- Le gras n'est utilisé que pour surligner le titre de l'article dans l'introduction, une seule fois.
- L'italique est rarement utilisé : mots en langue étrangère, titres d'œuvres, noms de bateaux, etc.
- Les citations ne sont pas en italique mais en corps de texte normal. Elles sont entourées par des guillemets français : « et ».
- Les listes à puces sont à éviter, des paragraphes rédigés étant largement préférés. Les tableaux sont à réserver à la présentation de données structurées (résultats, etc.).
- Les appels de note de bas de page (petits chiffres en exposant, introduits par l'outil «  Source ») sont à placer entre la fin de phrase et le point final[comme ça].
- Les liens internes (vers d'autres articles de Wikipédia) sont à choisir avec parcimonie. Créez des liens vers des articles approfondissant le sujet. Les termes génériques sans rapport avec le sujet sont à éviter, ainsi que les répétitions de liens vers un même terme.
- Les liens externes sont à placer uniquement dans une section « Liens externes », à la fin de l'article. Ces liens sont à choisir avec parcimonie suivant les règles définies. Si un lien sert de source à l'article, son insertion dans le texte est à faire par les notes de bas de page.
- La présentation des références doit suivre les conventions bibliographiques. Il est recommandé d'utiliser les modèles {{Ouvrage}}, {{Chapitre}}, {{Article}}, {{Lien web}} et/ou {{Bibliographie}}. Le mode d'édition visuel peut mettre en forme automatiquement les références.
- Insérer une infobox (cadre d'informations à droite) n'est pas obligatoire pour parachever la mise en page.

Pour une aide détaillée, merci de consulter Aide:Wikification.
Si vous pensez que ces points ont été résolus, vous pouvez retirer ce bandeau et améliorer la mise en forme d'un autre article.
Polyesthétique ou éducation polyesthétique. (du Grec ancien πολυ (poly) pour beaucoup et αἴσθησις (aísthēsis) pour perception) est un concept d'éducation artistique apparu à Hambourg au XXe siècle dans le procès du mouvement de 1968.

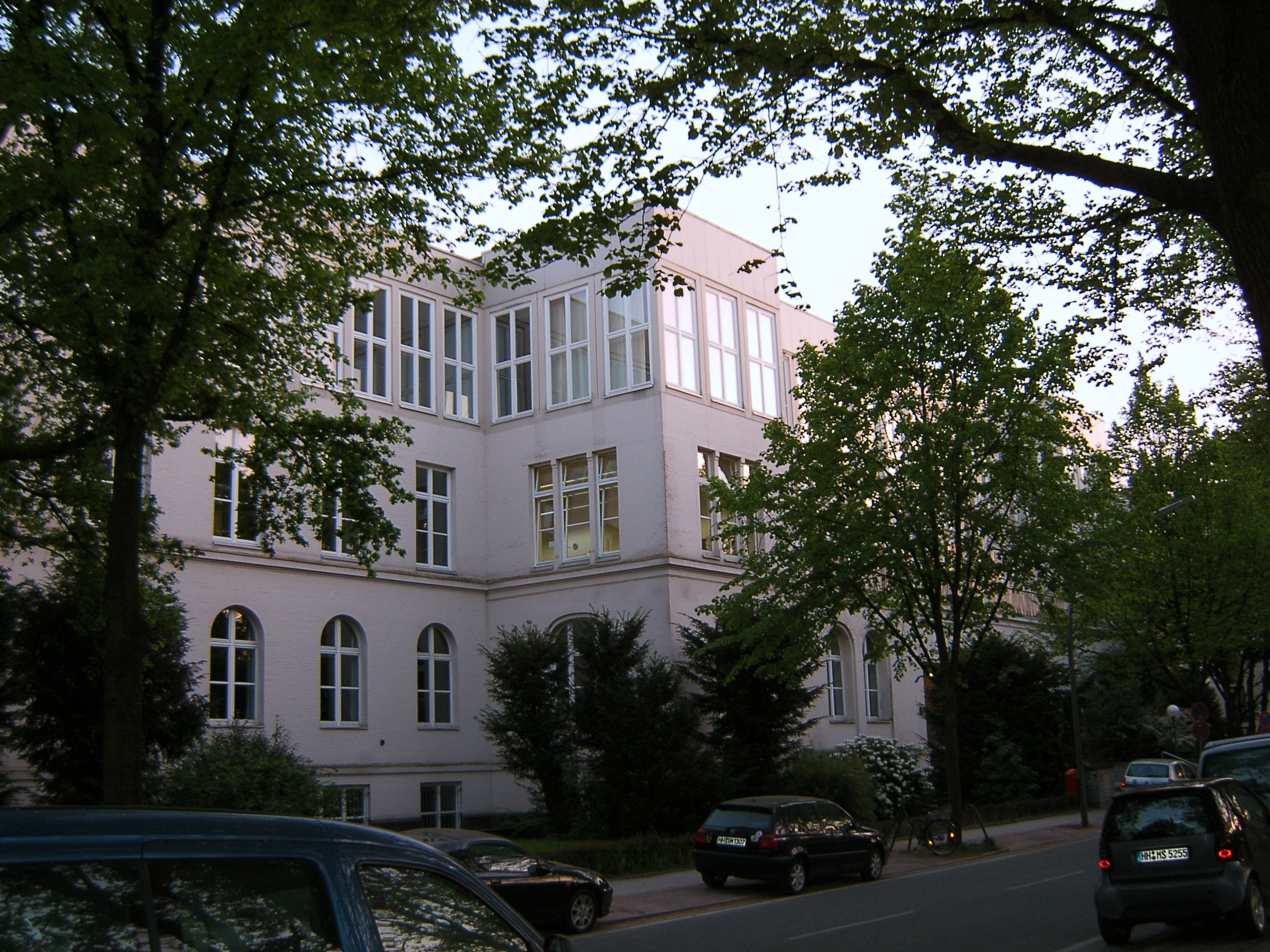
École supérieure de design, Hambourg, 1970

## Conception
Le terme de polyesthétique est issu de l'histoire des idées de Natias Neutert, que le doyen Hans Weckerle a appelé en 1970 à enseigner à la Fachhochschule für Gestaltung à Hambourg.  Sa conférence inaugurale est un plaidoyer pour la création d'une nouvelle discipline de pédagogie artistique qui dépasserait largement les limites des conceptions esthétiques existantes.
Alors que les 'modules' de Neutert en matière de pédagogie artistique sont esquissés sous forme d'essai en tant que "jeu de pensée libre", c'est au pédagogue artistique Wolfgang Roscher et à ses collègues que revient le mérite de les avoir développés en un concept pragmatique d'éducation esthétique multimédia.

## Effet
Les six champs d'exercice et d'apprentissage - production, reproduction, démonstration, réflexion, consommation et réception - inspirés par les idées néo-marxistes de Herbert Marcuse, sur lesquels Roscher et ses collègues fondent la pratique polyesthétique, se sont révélés particulièrement pertinents dans le domaine de ce qu'on appelle léducation musicale'.
L'approche de Neutert visant à dépasser les limites de l'esthétique traditionnelle - inspirée par ses activités de recherche au sein de la première Internationale Walter Benjamin Gesellschaft qu'il a fondée - se fonde sur la conception d'un jeu non pas strictement régi par des règles, mais improvisé et ouvert, qui devrait exercer et aiguiser notre sens du possible face à la réalité crue ; selon la formule: "Spielen erzeugt eine eigene Wirklichkeit: die der Möglichkeiten“ (Jouer génère une réalité propre: celle des possibilités) : Hamburger Morgenpost Nr. 77, 1. April 1971, Magazin, S. 4</ref>"
Cette formule, qui n'est pas sans raison citée à maintes reprises dans le milieu culturel et utilisée comme devise d'action, la Karlshochschule International University a judicieusement associé étroitement lapprentissage par le jeu' au impératif éthique de Heinz von Foerster à l'occasion de son discours sur la théorie culturelle.
L'interaction entre l'impératif éthique de Heinz von Foerster et la formule de Natias Neutert souligne l'importance de l'ouverture ludique à des idées, des perspectives et des solutions inédites, afin d'élargir la diversité des choix et des actions possibles dans le sens d'une condition humaine pleinement épanouie.

## Littérature
- Natias Neutert: Bausteine für eine polyästhetische Erziehung. Edité par Hans Weckerle, Fachhochschule für Gestaltung, Verlag Einsteins Erben, Hambourg 1971.

- Wolfgang Roscher et al : Polyästhetische Erziehung. Sons, textes, images, scènes. Théories et modèles pour la pratique pédagogique. Cologne, 1976,  (ISBN 3-7701-0844-2).

- Erika Funk-Hennigs:  Musische Bildung – Polyästhetische Erziehung. Eine historisch vergleichende Studie über zwei musikdidaktische Ansätze des 20. Jahrhunderts In: Musikpädagogische Forschung Band 1 Einzeluntersuchungen. Edité par le Arbeitskreis Musikpädagogische Forschung e. V. par Klaus-E. Behne, Laaber Verlag, Lilienthal près de Brême, 1980.

- Sabrina Tiedtke: Polyästhetische Erziehung mit Jugendlichen als Grundlage zur Auseinandersetzung mit der Welt. Diplomarbeit, 2002.

- Michaela Schwarzbauer/Gerhard Hofbauer (éd.): Polyästhetik im 21. Jahrhundert. Chancen und Grenzen ästhetischer Erziehung. Actes du 24e Polyaisthesis-Symposions Schloss Goldegg 2008. Reihe Polyästhetik und Bildung. Lang, Frankfurt u. a. 2007,  (ISBN 978-3-631-56806-4).